# Voland & Quist
VQ (bis 2022 Voland & Quist) ist ein deutscher Independent-Verlag mit Sitz in Berlin und Dresden.

## Geschichte
Seit 2004 veröffentlichen Verlagsgründer Leif Greinus und Sebastian Wolter sogenannte „Liveliteratur“, Bücher mit beigelegten CDs oder DVDs. Der Verlag ist nach Voland, dem Teufel aus Michail Bulgakows Der Meister und Margarita, und Quinten Quist aus Harry Mulischs Die Entdeckung des Himmels benannt. Voland & Quist veröffentlicht junge zeitgenössische Prosa und Lyrik. Die Programmbereiche sind: Belletristik junger, deutschsprachiger Autoren, Lesebühnenliteratur, Spoken-Word-Lyrik und Prosa junger osteuropäischer Autoren in der Reihe Sonar. Seit 2010 erscheinen zudem Kinderbücher.
Bei Voland & Quist erscheinen außerdem die immerwährenden Kalender Kalender des Scheiterns von Nico Semsrott und Der falsche Kalender von Marc-Uwe Kling, Musik-CDs von Bachmann-Preisträgerin Nora Gomringer, Anna Mateur und des The Fuck Hornisschen Orchestra sowie die Alois-Nebel-Graphic-Novels des tschechischen Zeichners Jaromír Švejdík.
2014–2018 brachte der Verlag die Kurzgeschichten-App A Story A Day heraus.
2018 wurde die Germanistin Karina Fenner in die Geschäftsführung aufgenommen, im selben Jahr eröffnete der Verlag nach Dresden und Leipzig nun einen dritten Standort in Berlin-Schöneberg, der seitdem Hauptsitz des Verlags ist.
2019 erhielt der Verlag den ersten Deutschen Verlagspreis.
2020 verließ Sebastian Wolter den Verlag, um sich auf neue Aufgaben konzentrieren zu können. Seit Anfang 2021 ist er Teil der Geschäftsführung des neu gegründeten Katapult-Verlags.
Mitte 2021 verließ auch Karina Fenner den Verlag, wodurch Leif Greinus seitdem alleiniger Geschäftsführer ist.

## V&Q Books
Im September 2019 gab der Verlag die Gründung des Imprints V&Q Books bekannt. Ab Herbst 2020 werden darüber Bücher deutschsprachiger Autoren in englischer Erstübersetzung auf dem englischen und irischen Buchmarkt veröffentlicht. Bisher erschienen sind Titel von Lucy Fricke, Sandra Hoffmann, Francis Nenik, Isabel Bogdan, Iris Hanika und Selim Özdoğan. Die Leitung des Imprints hat Katy Derbyshire inne.

## edition AZUR
Ebenfalls im September 2019 wurde öffentlich, dass der Dresdner Verlag edition AZUR ab Januar 2020 Teil von Voland & Quist werden wird. Der bisherige Verleger, Helge Pfannenschmidt, ist weiterhin inhaltlich für das Programm der edition AZUR bei Voland & Quist verantwortlich.

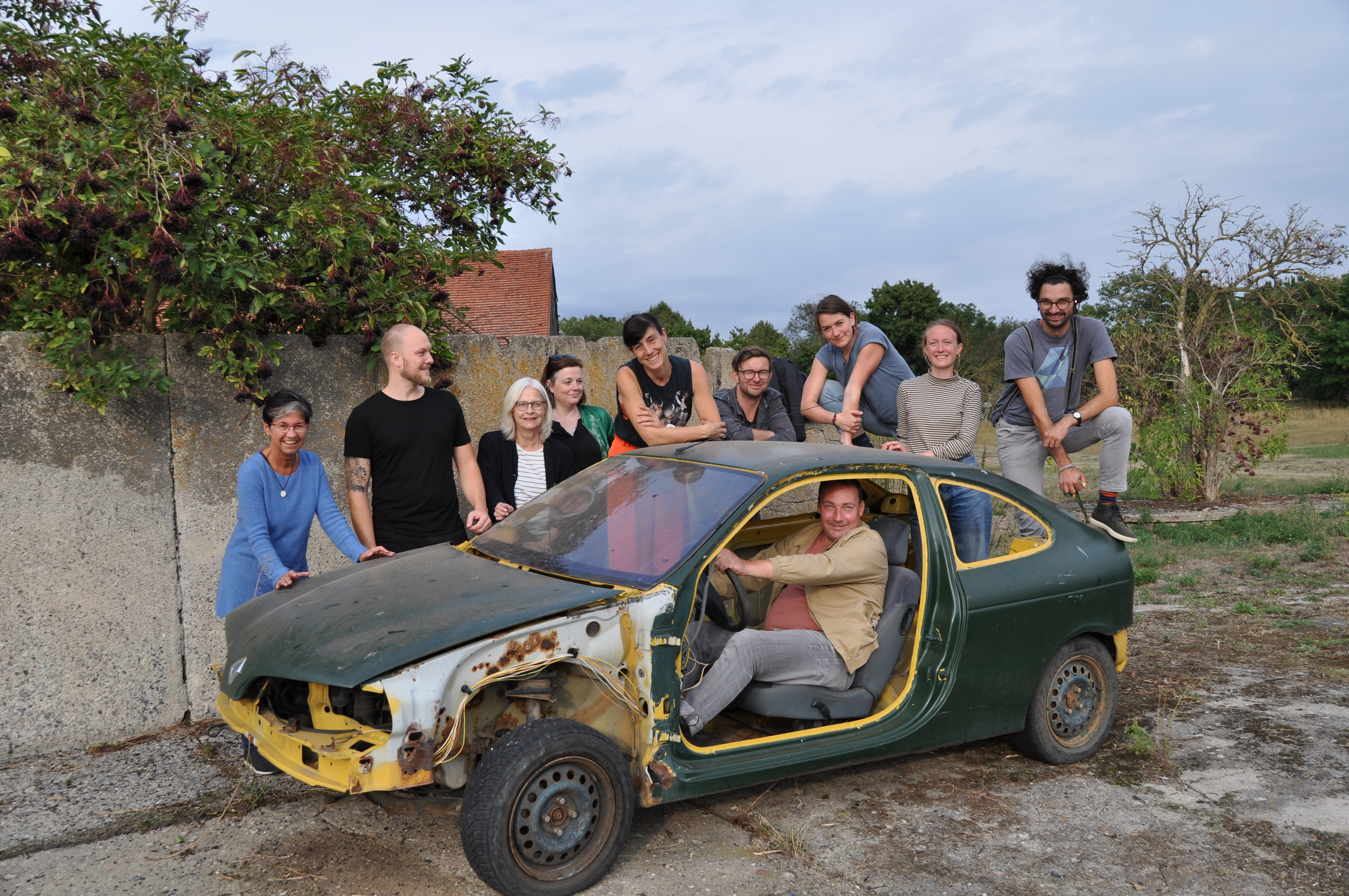
Das VQ-Verlagsteam im September 2022 auf einer Verlagsklausur in Brandenburg

## Wanderhuren-Rechtsstreit
Im Frühjahr 2014 wurde Voland & Quist vom Verlag Droemer Knaur verklagt. Anlass war die Veröffentlichung des 2013 erschienenen Romans Die schönsten Wanderwege der Wanderhure″ von Julius Fischer. Das Buch bezieht sich parodistisch auf die Wanderhure-Romanreihe des Autorenduos Iny Lorentz. Droemer Knaur berief sich dabei auf eine Verletzung der Titelrechte. Das Oberlandesgericht Düsseldorf entschied im August 2014 in zweiter Instanz jedoch, dass die Parodie als eigenständiges Kunstwerk von der Kunstfreiheit geschützt ist.
Die Einnahmen der Crowdfunding-Kampagne zur Bewältigung der Prozesskosten spendete der Verlag dem Kurt-Tucholsky-Literaturmuseum.

## Autoren des Verlags (Auswahl)
- Beka Adamaschwili
- Ahne
- Sarah Bosetti
- Bas Böttcher
- Lydia Daher
- Tomer Dotan-Dreyfus
- Carl-Christian Elze
- Benedikt Feiten
- Julius Fischer
- Kirsten Fuchs
- Nora Gomringer
- Rainald Grebe
- Uli Hannemann
- André Herrmann
- Anna Herzig
- Judith Kuckart
- Olivia Kuderewski
- Dalibor Marković
- Viktor Martinowitsch
- Anaïs Meier
- Clemens Meyer
- Francis Nenik
- Edo Popović
- Jaroslav Rudiš
- Ivana Sajko
- Rebecca Maria Salentin
- Patrick Salmen
- Jochen Schmidt
- Oleg Senzow
- Roman Simić
- Michael Stauffer
- Michelle Steinbeck
- Volker Strübing
- Ziemowit Szczerek
- Ralph Tharayil

## Voland & Quist Booking
Neben der klassischen Verlagsarbeit übernimmt der Verlag das Booking von folgenden Künstlern und Künstlerinnen:
- Ahne
- Paul Bokowski
- Sarah Bosetti
- Julius Fischer
- Kirsten Fuchs
- Jakob Hein
- Marc-Uwe Kling
- Michael Krebs
- Clemens Meyer
- The Fuck Hornisschen Orchestra

## Aktivitäten
Von 2006 bis 2017 fand der monatliche Literatursalon von Voland & Quist statt, dessen Route sich zuletzt auf die Städte Berlin, Chemnitz, Dresden, Leipzig, Potsdam und Jena erstreckte.

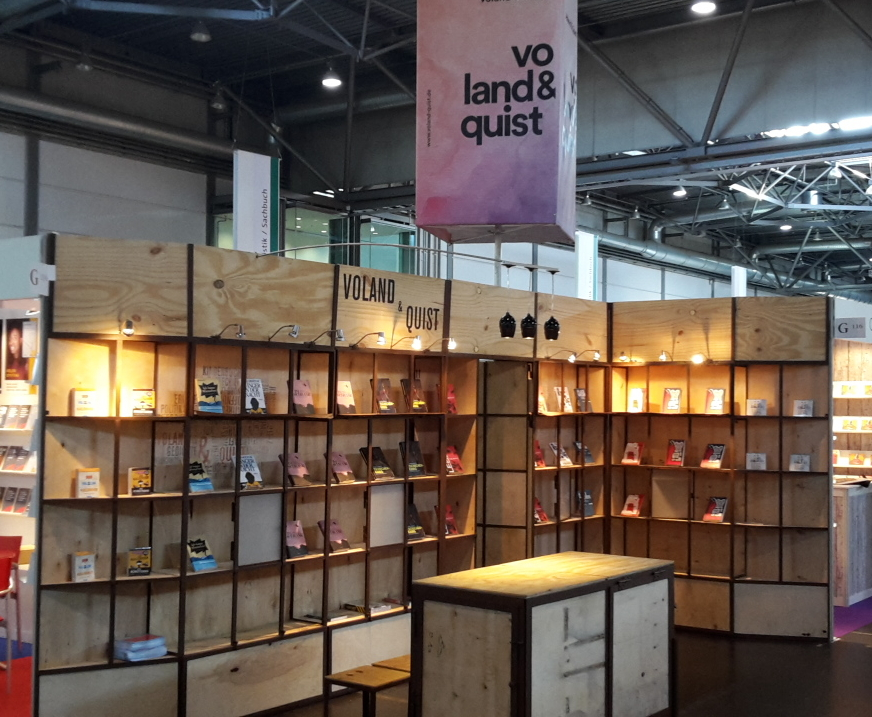
Verlagsstand von Voland & Quist auf der Leipziger Buchmesse 2019

2007 initiierte Voland & Quist zusammen mit dem Schriftsteller Michael Bittner das Festival Literatur Jetzt!, das seit 2019 durch einen eigenständigen Verein organisiert wird und sich als wichtigstes Literaturfestival in Mitteldeutschland etabliert hat.
2009 war der Verlag Mitinitiator der Hotlist, dem jährlich vergebenen Buchpreis der unabhängigen Verlage.
Von 2015 bis 2021 war Leif Greinus im Vorstand der Kurt Wolff Stiftung.

## Auszeichnungen
- 2007: Preis der Hanna Johannes Arras Stiftung zur Förderung von Kunst und Kultur in Dresden
- 2010: Förderpreis der Kurt Wolff Stiftung
- 2019: Preisträger des ersten Deutschen Verlagspreises[7]
- 2020: Preisträger des Deutschen Verlagspreises[8]
- 2022: Preisträger des Deutschen Verlagspreises[9]
- 2022: Karl-Heinz-Zillmer-Verlegerpreis für Leif Greinus[10]